# اوپن‌باکس
اوپن‌باس یک مدیر پنجره آزاد برای سامانه پنجره اکس است که تحت اجازه‌نامهٔ جی‌پی‌ال منتشر شده‌است. اوپن‌باکس در ابتدا از بلک‌باکس نسخه ۰٫۶۵٫۰ منشعب شد اما بعد به‌طور کامل به زبان برنامه‌نویسی سی از اول نوشته شد و از نسخه ۳٫۰ دیگر حاوی هیچ کدی از این مدیر پنجره نبود.
اوپن‌باکس طراحی شده تا کوچک، سریع و کاملاً مطابق با استاندارد ICCCM و EWMH باشد. این مدیر پنجره، از بسیاری استانداردها همچون منوها پشتیبانی می‌کند که می‌توانند به کاربر برای اجرای برنامه‌ها یا نمایش اطلاعات متغیر کمک کنند. اوپن‌باکس، مدیر پنجره استاندارد ال‌اکس‌دی‌ای و کرانچ‌بنگ لینوکس است.
نویسنده اصلی اوپن‌باکس، دانا جانسنز از دانشگاه کارلتون در اوتاوای اونتاریو است.

## تنظیمات اوپن‌باکس
پیکربندی اوپن‌باکس از طریق دو فایل پیکربندی انجام می‌شود که هر دو در مسیر ‎~/.config/openbox قرار دارند. این فایل‌ها menu.xml و rc.xml هستند. این فایل‌ها هم می‌توانند به صورت دستی و از طریق یک ویرایشگر متن و هم به صورت گرافیکی و از طریق برنامه‌های obconf و obmenu ویرایش شوند. این فایل‌ها از قالب XML برخوردارند که البته کمی باعث پیچیده‌تر شدن آن‌ها شده اما استفاده XML انعطاف‌پذیری تنظیمات را بالاتر می‌برد. فایل menu.xml برای تنظیم منوی اصلی اپن‌باکس به کار می‌رود که با کلیک راست کردن بر روی دسکتاپ قابل دسترس است. فایل rc.xml هم دربرگیرنده رفتار کلی مدیر پنجره است مثلاً تنظیمات مربوط ماوس و صفحه کلید. به عنوان مثال کاربر می‌تواند یک پنجره را به گونه‌ای تنظیم کند که با کلید کردن روی دکمه بستن پنجره با استفاده از دکمه وسط ماوس، پنجره مورد نظر به یک دسکتاپ دیگر برود. یا اینکه با فشردن یک کلید ترکیبی، پنجره خاصی باز شود.